# William Sharpe
William Sharpe, né le 6 décembre 1882 à Pittsburgh (Pennsylvanie, USA) et mort le 29 mars 1960 à St Petersburg (Floride, USA) est un neurochirurgien et professeur de chirurgie américain.
Il est reconnu pour avoir développé un traitement chirurgical des hémorragies cérébrales traumatiques, particulièrement celles des nouveau-nés.
En 1912, il a réalisé avec succès l'opération d'Yuan Keding, fils ainé d'Yuan Shikai, premier président de la république de Chine, qui souffrait d'une hémorragie cérébrale à la suite d'une chute de cheval.
En 1935, il a rencontré successivement Adolf Hitler, Hermann Göring, Joseph Goebbels et Joseph Staline.

## Formation
William Sharpe entre au Harvard College en 1900. En 1903, il fréquente durant une année l'université de Berlin. Il est diplômé de Harvard College en 1904. Il est ensuite admis à l'Harvard Medical School, où il devient l'élève du professeur de physiologie Walter Cannon, du professeur de pathologie Reginald Fitz, du professeur d'hématologie Richard Cabot. Durant sa deuxième année, il est l'élève du professeur d'anatomie Thomas Dwight. Il obtient son doctorat en 1908.

## Carrière

### Début de carrière
En 1911, il devient durant une année l'assistant du professeur Harvey Cushing et exerce aux côtés de Walter Dandy, alors interne. Les relations entre William Sharpe et Harvey Cushing sont houleuses dès le premier jour, le professeur étant réputé pour son exigence et sa sévérité envers ses élèves.
En 1912, contre l'avis de son maître, William Sharpe démissionne de l'Hopital Johns Hopkins pour accepter un poste de professeur de chirurgie à l’École médicale d'Harvard de Chine (Shangaï), nouvellement créée. Il fut recommandé par Charles Eliot, président d'Harvard. La même année, il publie sa première publication neurochirurgicale, portant sur le traitement de la fracture du crâne.

#### Opération d'Yuan Keding
En 1912, William Sharpe démissionne de l’École médicale d'Harvard pour retourner vivre aux États-Unis. Il exerce alors à l'Hôpital privé de William Bull. Puis il exerce durant deux ans à l'Institut neurologique de New York, successivement dans les services des neurochirurgiens Joseph Collins et Charles Elsberg.
En 1913 il devient professeur adjoint de chirurgie à la Polyclinic Medical School and Hospital (New-York).

#### Travaux sur le traitement de la paralysie cérébrale infantile
Le 9 novembre 1915, William Sharpe présente à la Société de neurologie de New York ses travaux sur le traitement de la paralysie cérébrale infantile, basés sur une série de cas d'enfants âgés de 2 à 12 ans qu'il a opérés. Lors de l'évènement une pièce était réservée aux parents de 12 enfants ayant recouvré des fonctions motrices et cognitives suite aux interventions chirurgicales réalisées par William Sharpe. Dans une autre pièce étaient exposés les cerveaux de 15 enfants. L'évènement fit la une de plusieurs journaux américains, et a reçu un avis mitigé de la communauté médicale. Le neurologue Ramsay Hunt, président de l'Association Américaine de Neurologie le félicite pour ses efforts concernant un "groupe de cas décourageants" tandis que le neurologue William Leszynsky affirme que "le cas de ces enfants sont sans espoir et qu'il est absurde de changer cela en pratiquant une opération crânienne". Un obstétricien affirme quant à lui que "le Docteur Sharpe essaie de changer la volonté de Dieu. Ces enfants sont nés ainsi et sont condamnés."
En 1916, William Sharpe, alors âgé de 34 ans, est nommé professeur de neurochirurgie. En 1920, il publie son premier ouvrage sur le diagnostic et le traitement des lésions cérébrales. En 1928, il publie avec son frère Norman Sharpe, également neurochirurgien, un important recueil de neurochirurgie.

### Milieu de carrière

#### Travaux sur le traitement des hémorragies cérébrales néonatales
En 1923, William Sharpe publie dans le Journal of the American Medical Association ses travaux sur les hémorragies intracrâniennes néonatales. Il indique que ces hémorragies ainsi que des œdèmes cérébraux sont fréquents à différents degrés chez les nouveau-nés. Il souligne l'importance de la ponction lombaire pratiquée durant la première semaine de vie à la fois dans un but diagnostique, permettant ainsi de mettre en évidence la présence ou non de sang dans le liquide céphalo-rachidien, mais aussi à des fins thérapeutiques. Il conclut en indiquant que le diagnostic précoce des hémorragies intracrâniennes néonatales permet de réduire le nombre de déficiences motrices et mentales chez les enfants

#### Rencontre avec Joseph Staline
En 1934, William Sharpe est invité par le gouvernement russe à présenter ses travaux de neurochirurgie et faire des démonstrations de ses techniques opératoires, particulièrement celles qui concernent le traitement de la paralysie cérébrale liée aux hémorragies cérébrales néonatales. Il y reste quatre mois, à l'issue desquels il se rend au palais d’État du Kremlin pour y rencontrer Joseph Statine, accompagné du chirurgien russe Joseph Yudin. À la fin de l'entretien, Joseph Staline a signé un document rendant obligatoire pour tous les médecins soviétiques de pratiquer une ponction lombaire à tous les nouveau-nés présentant des symptômes d'hémorragie cérébrale.

#### Rencontre avec Adolf Hitler, Hermann Göring et Joseph Goebbels
Alors en chemin vers la Russie, William Sharpe s'arrête à Berlin et y retrouve son camarade d'Harvard Ernst Hanfstaengl, dit "Putzi", un germano-américain proche ami d'Adolf Hitler, et nommé en 1931 Chef du département de la presse étrangère du NSDAP. Il rencontre Adolf Hitler, Hermann Göring et Joseph Goebbels à la Chancellerie du Reich. Durant l'entretien, Adolf Hitler lui a demandé "s'il pouvait faire quelque chose pour réparer l'erreur minable des américains de l'avoir maltraité", faisant référence au refus du Collège d'Harvard d'accepter un financement du Reich allemand.
Le matin suivant, William Sharpe fut invité à présenter ses travaux sur le traitement des hémorragies cérébrales néonatales devant la Société allemande de chirurgie.

### Fin de carrière
Au début des années 1950, William Sharpe prend sa retraite et s'installe à St Petersburg (Floride). En 1952, il publie son autobiographie Brain Surgeon. Lors d'une interview de promotion dans le quotidien local St Petersburg Times, William Sharpe s'exprime dans ces termes :
"Si seulement je pouvais faire comprendre à toutes les mères que la paralysie cérébrale n'est pas due à l'hérédité ou à la syphilis, qu'elle n'est pas un acte de Dieu, et qu'elle peut être prévenue."
Un projet d'adaptation cinématographique de la vie de William Sharpe voit le jour chez Metro-Goldwyn-Mayer, qui en acquiert les droits d'auteurs, et choisit la vedette hollywoodienne Cary Grant pour incarner son rôle.

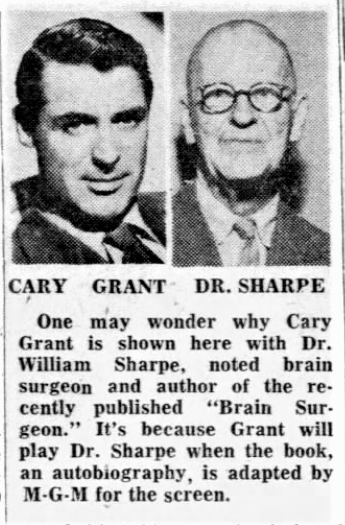
Le docteur William Sharpe et l'acteur Cary Grant (1952).

En 1956, il reçoit la visite du professeur de pathologie Philipp Schwartz, qui a découvert dans l'Allemagne des années 1920 la haute fréquence des atteintes cérébrales d'origine traumatique chez les nouveau-nés.

## Famille
William Sharpe est le frère cadet de Norman Sharpe, également neurochirurgien, et d'Eugene Sharpe, chirurgien. William Sharpe a épousé Joséphine, sœur de l'une de ses patientes atteinte de paralysie cérébrale. Joséphine a créé un service d'assistance sociale pour les enfants atteints de paralysie cérébrale. Les époux Sharpe ont eu un fils nommé William et une fille, Nancy Valentine.[réf. nécessaire]